# Arthur Breisky
Arthur Breisky, vlastním jménem Arthur Vincenc Josef Breiský (14. května 1885, Roudnice nad Labem – 10. července 1910, New York) byl český prozaik a překladatel, jeden z nejvýraznějších představitelů české symbolistické dekadence.

## Život
Arthur se narodil jako syn komisaře finanční stráže, který se kvůli své profesi často stěhoval. Rodina nejprve odešla z Roudnice do Vysokého Mýta a poté do Prahy, kde Breisky začal studovat reálné gymnázium na Malé Straně. Po přestěhování rodiny do Slaného pokračoval od roku 1899 ve studiu na reálce v  Lounech, kde již provokoval svými anarchistickými a dekadentními postoji. Jeho problémy s řádem školy a odpor k dogmatům vzdělávání vyvrcholily u maturity v roce 1903, kterou nesložil, protože údajně odmítl při zkoušce z dějepisu titulovat Františka Josefa I. „Jeho Veličenstvem, císařem a králem“. Věnoval se pak vlastnímu studiu a vzdělávání četbou evropské literatury.
Od roku 1904 pracoval Breisky jako celní úředník v Teplicích a později v Děčíně. V té době začal také publikovat své eseje a kritiky v různých časopisech, například ve Stráži na Oharce, Přehledu, Rozhledech a od roku 1907 v Moderní revui, časopise české dekadence. V letech 1906 až 1909 vydal čtyři knihy překladů, z nichž nejzajímavější je Stevensonův Klub sebevrahů z roku 1909, do kterého podvrhl své dvě vlastní práce Báseň v próze a Zpověď grafomanova, což byla jedna z jeho mystifikací.
Breisky byl důsledným stoupencem lartpourlartismu a vyznával meditativní samotářství, které mu umožňovalo úniky do uměleckých snů a imaginárních životů. To, jeho sklon k mystifikacím a sblížení s pražským uměleckým světem mělo za následek, že začal žít dvojím životem. Při svých pravidelných návštěvách v Praze a v Drážďanech vystupoval po vzoru Oscara Wilda jako elegantní aristokratický soukromník a mladý dandy zabývající se uměním. Své pojetí dandysmu shrnul do vynikající eseje Kvintesence dandysmu, podle které se celá společnost dělí na vítěze nad životem a jeho otroky – tedy na dandye a na ty ostatní.
Předstíraný nákladný život jej však přivedl do finančních problémů, které se rozhodl vyřešit roku 1910 brzy po vydání své knihy esejů Triumf zla, odjezdem do USA. Pracoval zde však z nedostatku něčeho lepšího jako liftboy v jedné newyorské nemocnici, kde byl 10. července téhož roku nalezen v důsledku neopatrné manipulace s výtahem s rozdrcenou hlavou. Protože byl identifikován jen podle dokladů, zrodila se domněnka, že jeho smrt je další z jeho mystifikací, že je naživu a dále žije někde v Americe. Jedna z próz ve sbírce Triumf zla líčí podobně fingovanou smrt Oscara Wilda a spisovatelův následný život v ústraní. Byl dokonce ztotožňován se záhadným spisovatelem B. Travenem, jehož identita nebyla dlouho známa.

## Dílo

### Beletrie
- Moře, nedokončený román,
- Triumf zla: essaie a evokace (1910), soubor imaginárních portrétů velkých postav historie (jako byli římští císařové Tiberius a Nero, malíř Antoine Watteau nebo spisovatelé lord Byron, Charles Baudelaire a Oscar Wilde, ve kterých ukazoval jejich negativní rysy jako aristokratická a společností nepochopená gesta.
- Dvě novely (1927), posmrtně, knižní vydání novel Báseň v próze a Zpověď grafomanova, které roku 1909 Breisky přidal ke svému překladu Stevensonova Klubu sebevrahů a vydával je za Stevensonovo dílo,
- Střepy zrcadel (1929), eseje, posmrtně,
- Sebrané spisy vydalo nakladatelství Thyrsus v Praze v letech 1996–1997:

1. V království chimér (1997), korespondence a rukopisy z let 1902–1910,
2. Střepy zrcadel (1996), eseje a kritiky,
3. Triumf zla, Dvě novely (1997).

### Divadelní hry
- Zločin Viktora Klase, Breisky údajně přihlásil roku 1908 tuto hru do soutěže Vinohradského divadla, kde se však ztratila.

### Překlady
- Albert Samain: Hyalis, Rovèr a Angisèla (1906),
- James Huneker: Visionáři (1906),
- Arthur Symons: Duchová dobrodružství (1908),
- Robert Louis Stevenson: Klub sebevrahů (1909).